# Autoblindo

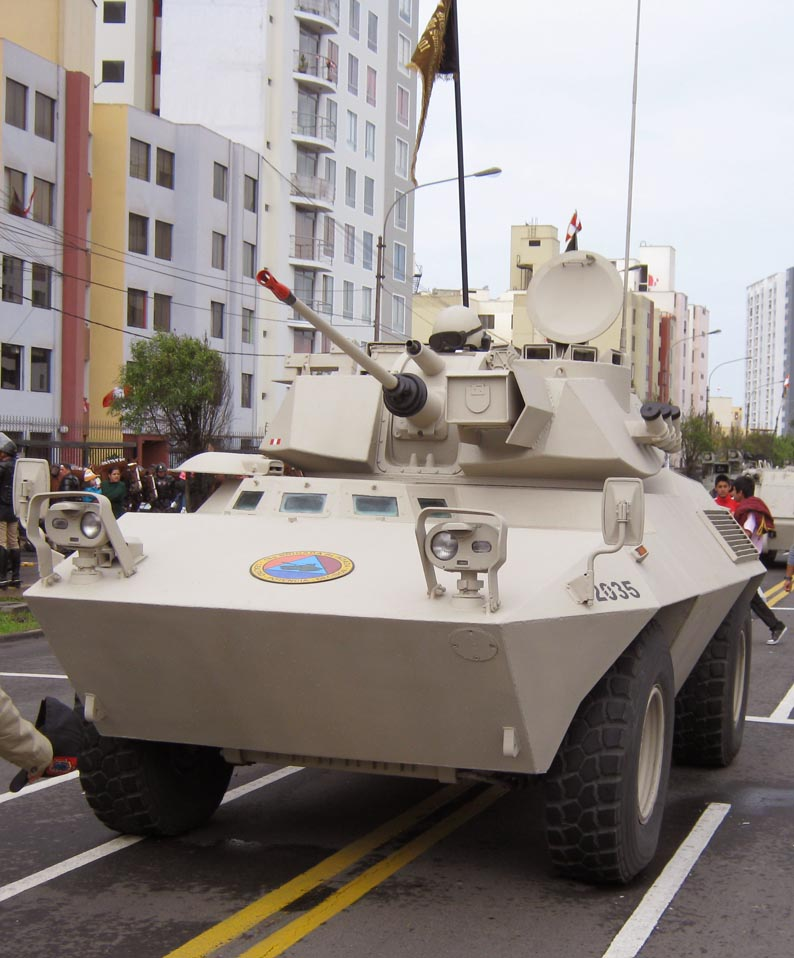
Autoblindo FIAT-6616.

L'autoblindo è un veicolo su ruote dotato di blindatura e armamento leggeri. Comparso sui campi di battaglia all'inizio del XX secolo, la loro evoluzione è stata limitata dal movimento su ruote che, se da una parte favoriva la mobilità su strada, dall'altra le rendeva nettamente inferiori ai carri armati nel movimento su terreno non preparato. Dalla seconda guerra mondiale a oggi il loro ruolo principale è stato quello di veicolo da ricognizione del campo di battaglia.

## Storia

### I primi esempi concettuali
La prima battaglia in cui la mobilità di uno dei due combattenti ebbe un ruolo determinante sull'esito fu nella battaglia di Kadesh (XIII secolo a.C.), in cui i carri da guerra ittiti nella prima fase della battaglia scompaginarono totalmente le fanterie egiziane. Nella seconda metà del XIX secolo Barsanti e Matteucci svilupparono il motore endotermico, che, nel 1886 fu installato su una vettura da Daimler. Fu subito chiaro che questo nuovo mezzo rappresentava un moltiplicatore della mobilità di diversi ordini di grandezza, quindi in diverse nazioni i tecnici cominciarono a svilupparne l'uso per scopi militari. I primi mezzi che usavano ruote e motore endotermico furono quasi subito forniti di una corazzatura che proteggesse l'equipaggio dai colpi di arma leggera (fucile) del nemico, e ben presto furono forniti di mitragliatrici, quindi inizialmente furono dette anche automitragliatrici, (automitrailleuse, in lingua francese) per assicurare una maggiore potenza di fuoco all'equipaggio. Data la tecnologia dell'epoca (inizi del XX secolo) le ruote erano generalmente a raggi con battistrada di gomma piena, senza camera d'aria. Più o meno tutti gli stati tecnologicamente evoluti studiarono questi nuovi veicoli da guerra.

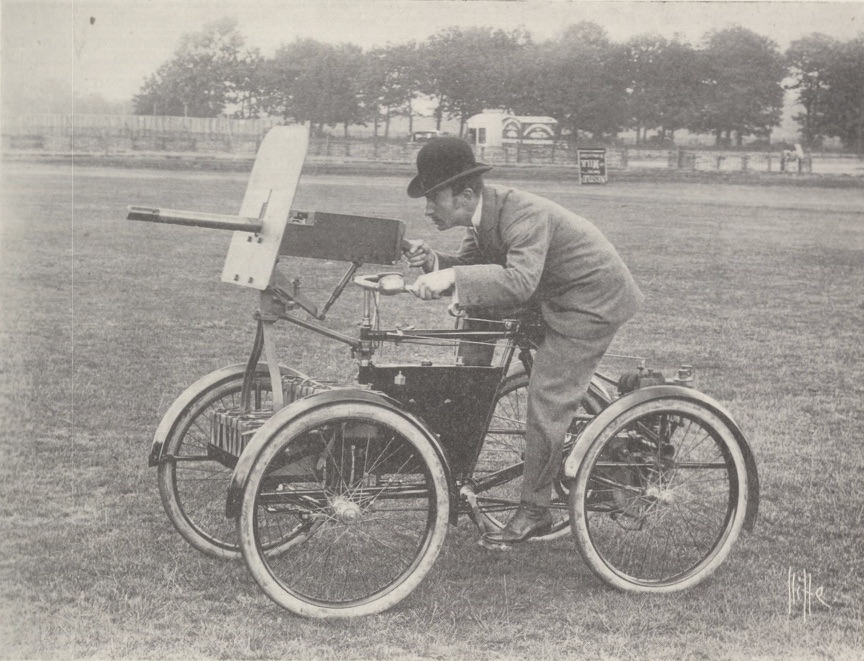
Il quadriciclo Simms nel 1899

Tradizionalmente la prima autoblindo è indicata nel quadriciclo Simms del 1898, in cui un'unica persona (che, quindi, doveva essere tanto guidatore che mitragliere) viaggiava appunto su un quadriciclo (bicicletta a quattro ruote) motorizzato e fornito di una mitragliatrice Maxim scudata. Non si sa che accoglienza abbia avuto questo veicolo, comunque qualche anno dopo (1902) fu progettato un veicolo con una blindatura globale su cui erano impegnate un certo numero di persone ed armato con tre mitragliatrici, sempre progettato dallo stesso Simms. Nel frattempo, nel corso della seconda guerra anglo-boera (1900) era stato prodotto, con scarso successo, un veicolo a vapore che trainava un certo numero di carri blindati per il trasporto dei fanti che, più che dell'autoblindo, dovrebbe essere considerato il capostipite dei veicoli trasporto truppe. I primi veicoli che cominciano a somigliare alle autoblindo sono le Charron (Francia, 1904), che, tuttavia, furono rifiutate sia per il costo (45 000 Franchi francesi dell'epoca) sia perché i militari non avevano ben chiari i canoni di impiego tattico di simili veicoli.
Nel frattempo veniva sviluppata l'autoblindo Austro-Daimler nell'Austria-Ungheria, (1905), questo veicolo era fornito di una blindatura che proteggeva tutta la carrozzeria e di armamento in torretta ruotante. Inoltre poteva contare, primo veicolo militare con questa caratteristica, della trazione integrale sulle quattro ruote. Il destino della Daimler tuttavia fu segnato da un incidente, quando il nuovo mezzo bellico fu presentato al Kaiser, il guidatore arrivò in presenza della guardia a cavallo schierata dando potenza al motore. Il rumore fece imbizzarrire i cavalli, con la conseguente caduta a terra di diversi ufficiali, fra cui anche l'aiutante di campo del Kaiser. Ovviamente da quel momento fu proibito di parlare di autoblindo nello stato maggiore tedesco.

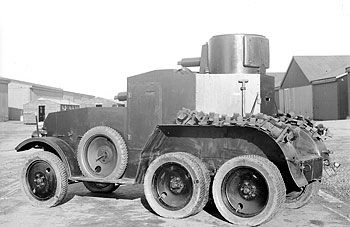
Autoblindo Crossley

Dopo questi tentativi la prima nazione a interessarsi nuovamente alle autoblindo fu la Francia, dove il colonnello Estienne (omonimo del futuro sostenitore dei carri armati) definì i criteri tattici per l'impiego di questi veicoli, criteri che si rifacevano praticamente a quelli della cavalleria, cioè l'uso per la ricognizione e per la presa di contatto con il nemico. In base alle sue linee guida fu costruita un'autoblindo Gentry, che aveva una velocità massima di 70 km/h ed era armata con una mitragliatrice incavalcabile su due supporti, uno in caccia ed uno in ritirata. Nel corso delle manovre dell'esercito francese effettuate nel 1907, questa autoblindo fu usata in cooperazione con la cavalleria, mostrando così le sue notevoli potenzialità. I buoni risultati di queste manovre indussero i responsabili dell'esercito a produrne una serie di 12 esemplari, da utilizzare in Marocco.
Tuttavia il primo impiego effettivo in guerra dell'autoblindo avvenne nella guerra italo-turca (1911-1912), dove gli italiani usarono due autoblindo nel deserto libico, una su telaio Fiat 15 ed una su telaio Isotta Fraschini. I risultati, sebbene validi dal punto di vista tattico, mostrarono tuttavia che l'affidabilità di questi veicoli era ancora troppo limitata.

### La prima guerra mondiale
All'inizio della prima guerra mondiale nessuno degli eserciti coinvolti aveva reparti organici di autoblindo, ma praticamente fin dall'inizio il Belgio utilizzò vetture Minerva blindate e fornite di una mitragliatrice brandeggiabile per 360° per contrastare la cavalleria tedesca.

Lancia 1Z con due torrette sovrapposte armate

I primi ad organizzare le loro autoblindo in reparti organici furono gli inglesi, che il 14 ottobre 1914 crearono la Royal Navy Armoured Car Division (Divisione di autoblindo della Regia Marina), questa divisione era (sulla carta) su un comando e 15 squadrons (squadroni) di autoblindo, ognuno su 3 sezioni e con 4 autoblindo per sezione (quindi, teoricamente, avrebbe dovuto avere 180 autoblindo). Questa forza sulla carta, in realtà non aveva una corrispondenza sul campo, in quanto il primo squadrone fu disponibile solo a dicembre, ed a fine gennaio ne erano stati completati solo 8, che, tuttavia, non erano operativi per la mancanza di armi da fornire in dotazione agli autoveicoli.
Dalla sua entrata in guerra, nel 1915, l'Italia mise in campo 150 autoblindomitragliatrici Ansaldo-Lancia 1Z, assegnate in squadriglie alle divisioni di cavalleria, che furono ampiamente utilizzate in varie battaglie, quali mezzi di copertura e sfondamento dei reticolati, durante gli assalti.
Ben presto fu chiaro che le autoblindo, nella guerra di trincea, non potevano avere un impiego significativo, in quanto le basse potenze dei motori e le gommature dell'epoca non permettevano a tali veicoli un movimento ottimale sul terreno sconvolto dal tiro di artiglieria che si trovava nella terra di nessuno fra le trincee. Per risolvere questo problema si iniziò lo studio del carro armato.
Per questi motivi le autoblindo furono usate estensivamente solo sul fronte del Medio Oriente. Le autoblindo sul fronte del Vicino Oriente operarono contro l'Impero ottomano organizzate in Light Armoured Motor Batteries (batterie blindate leggere motorizzate), quindi sotto il controllo dell'esercito sui vari fronti di guerra di quel teatro, praticamente in Egitto (sotto controllo britannico fin dall'inizio del conflitto), in Siria, in Mesopotamia, in Palestina ed in Persia (alleato della Gran Bretagna). Un uso particolare ne fu fatto nella penisola araba, dove, a partire dalla conquista di Aqaba (6 luglio 1917), una sezione di autoblindo cooperò con le truppe irregolari arabe controllate dal colonnello T.E. Lawrence nelle azioni di guerriglia contro l'esercito ottomano.
Nello stesso teatro operativo le autoblindo furono utilizzate proficuamente dall'esercito britannico nel corso della rivolta dei Senussi, che aveva il suo centro nell'oasi di Giarabub (nella Libia italiana) per rioccupare l'oasi di Siwa (esattamente di fronte a Giarabub, ma dall'altra parte del confine egiziano).

### L'impiego interbellico
Nel periodo intercorrente fra le due guerre mondiali le autoblindo furono spesso impiegate per mantenere l'ordine pubblico, in particolare in Germania, contro i movimenti operai e in Irlanda in occasione delle sollevazioni che portarono alla Pasqua di sangue (Bloody Easter).
A fianco a questi impieghi le dottrine per l'impiego bellico delle autoblindo non ebbero uno sviluppo dottrinario significativo, dato che la maggiore attenzione dei teorici era rivolta all'impiego dei carri armati. In pratica si riteneva che i compiti di esplorazione e presa di contatto col nemico potessero essere effettuati meglio con l'utilizzo dei carri leggeri. Tuttavia, soprattutto considerando il maggiore costo e la minore affidabilità di un carro leggero rispetto a un'autoblindo, lo sviluppo di questi veicoli non si arrestò.
In particolare in Germania a partire dal 1931 furono sviluppati modelli di autoblindo a 4 ed a 6 ruote. Le prime, generalmente armate con fuciloni anticarro da 28 mm o con il 2 cm KwK 30 da 20 mm in torretta, rappresentavano i modelli meno costosi e più agili, capaci di velocità fino a 80 km/h. Le seconde, che derivavano dai camion militari 6x4, avevano praticamente lo stesso armamento e furono i primi modelli ad essere costruiti e provati nelle manovre del 1932. Indipendentemente dal tipo di autoblindo (4 o 6 ruote) a fianco dei veicoli armati furono sempre previsti veicoli con apparati radio ad elevata potenza per poter tenere i contatti con i comandi nel corso delle attività di esplorazione.
Nel Regno Unito vennero invece sviluppate le Lanchester 6x4.

### La seconda guerra mondiale
Nel corso della seconda guerra mondiale le autoblindo si svilupparono su due linee di concezione diversa. La prima (molto vicina alla linea di sviluppo dei carri leggeri) prevedeva che le autoblindo dovessero avere compiti essenzialmente di impegno in primo scaglione delle forze nemiche, quindi un'autoblindo doveva essere in grado di impegnare forze analoghe e di tenere il possesso del campo di battaglia fino all'arrivo delle forze da combattimento (carri armati). In base a questa teoria di impiego le caratteristiche principali delle autoblindo dovevano essere (nell'ordine) armamento e protezione. La seconda linea invece considerava le autoblindo come veicoli unicamente da ricognizione, quindi non destinate ad impegnare forze nemiche, ma, anzi, a sottrarsi per quanto possibile al combattimento, lasciando ai veicoli di scorta il compito di impegnare il nemico. Questo imponeva per le autoblindo lo sviluppo soprattutto della mobilità, ma soprattutto imponeva che le autoblindo, in presenza di reazione nemica, operassero in distaccamenti in cui fossero presenti anche veicoli con armamento pesante.
La prima linea di pensiero fu seguita soprattutto dai britannici, che, già dal 1941, installarono sulle loro autoblindo il 2 pdr (40 mm) ed, alla fine della guerra, arrivarono ad installare il cannone statunitense 75 mm M3 L/40, uguale a quello installato inizialmente sui carri Sherman. Invece gli statunitensi installarono sulle loro autoblindo solo il cannone da 37 mm M2, installato sugli Stuart e sui Lee. I tedeschi per tutta la prima parte della guerra installarono sulle loro autoblindo principalmente il cannone-mitragliatrice da 20 mm, tuttavia, una volta constatato che sul fronte orientale erano contrastati dai carri sovietici, installarono sulle loro autoblindo Sd.Kfz. 234 il 50 mm lungo.
In genere le autoblindo erano supportate da carri leggeri o da cacciacarri per poter impegnare forze corazzate nemiche che fossero intervenute a contrastarle. Sul fronte orientale i sovietici utilizzarono un numero limitato di autoblindo, dato che le loro priorità erano per la produzione di carri. Per questo motivo i mezzi più usati per la ricognizione erano carri leggeri (T-50, T-70). Le autoblindo sovietiche furono principalmente le BA-10 e BA-20, mentre la BA-3/6 e la BA-32 furono utilizzate nei primi mesi di guerra e la BA-64 fu utilizzata a partire dal 1942.

### Dalla guerra fredda ed oggi
Dopo la seconda guerra mondiale l'autoblindo, come tutti i veicoli corazzati, si è evoluta, spesso sostituendo l'armamento di artiglieria con missili e, generalmente, standardizzando una serie di veicoli ruotati con compiti differenti (autoblindo, veicolo trasporto truppe, veicolo comando, etc). Le autoblindo leggere sono tornate alle 4 ruote, tutte motrici, mentre le autoblindo pesanti conservano 6 o 8 ruote, tutte su sospensioni indipendenti e tutte motrici. In genere si tende a rendere le autoblindo "senza preparazione", indi per cui senza attuare tutte quelle procedure atte a garantire la galleggiabilitá, prima di entrare in acqua. Per i compiti di ricognizione subito dietro al fronte la superiorità dell'autoblindo attualmente è pesantemente minacciata dagli elicotteri che, potendo operare in volo, hanno maggiori possibilità esplorative. I notevoli vantaggi che si hanno con le autoblindo sono il costo limitato, una maggiore mobilità e la necessità di un addestramento meno specifico per il personale che opera con questi mezzi rispetto a quello che opera con i carri armati.

## Descrizione
Ciò che distingue un'autoblindo dagli altri veicoli corazzati è:
- movimento su ruote
- corazzatura leggera (generalmente limitata alla protezione dai colpi di mitragliatrice)
- armamento leggero o assenza di armamento

## Galleria d'immagini

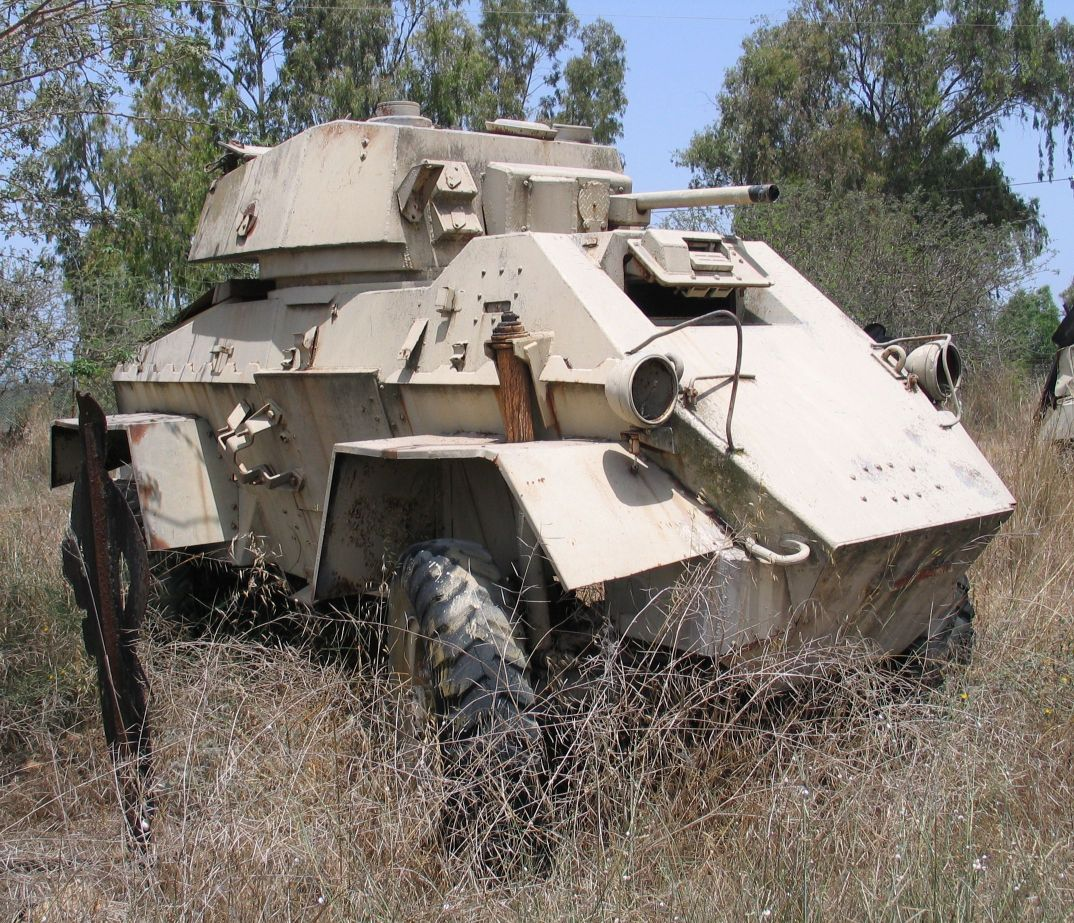
Autoblindo Humber (museo Yad Mordechai, Israele)
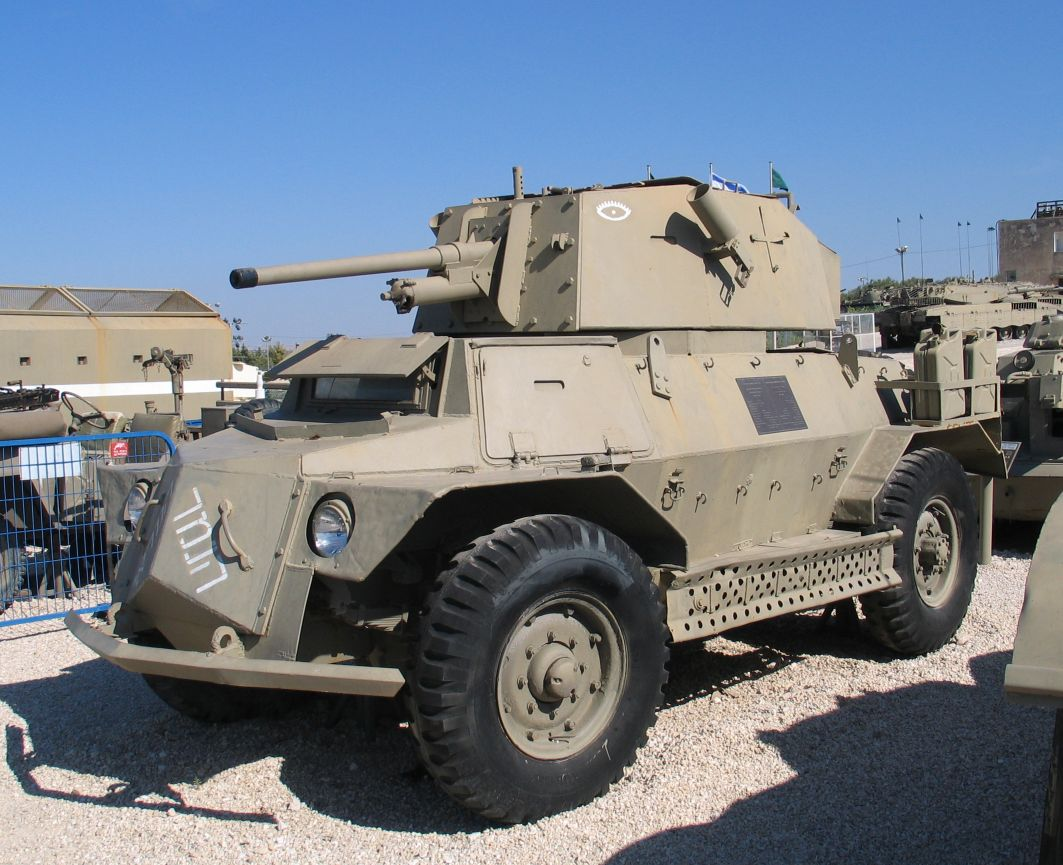
Autoblindo Marmon Herrington (museo Yad la-Shiryon Israele)
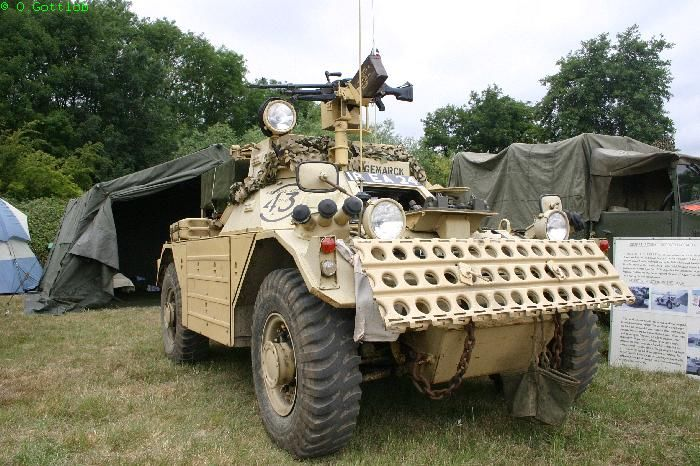
L'autoblindo britannica Ferret, prodotto dalla Daimler Motor Company
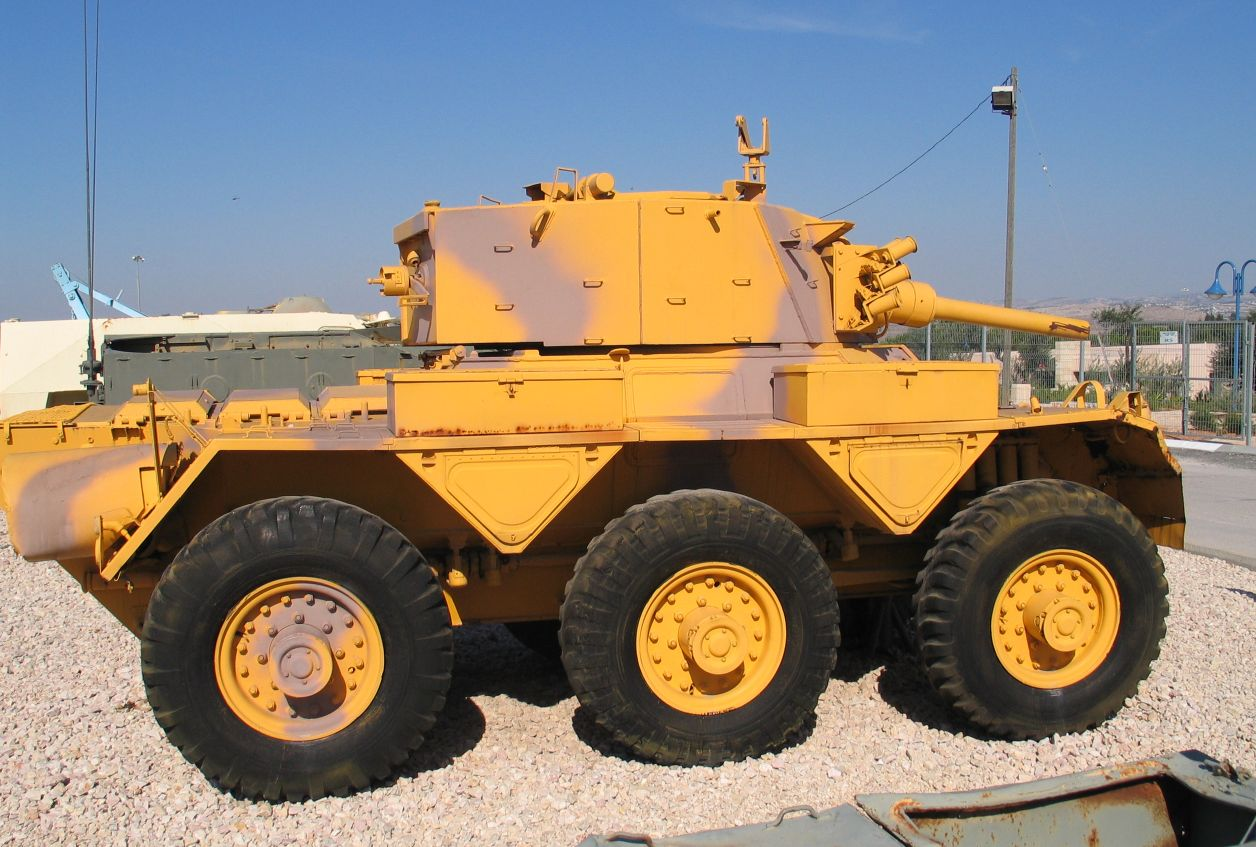
Autoblindo Saladin (museo Yad la-Shiryon Israele)
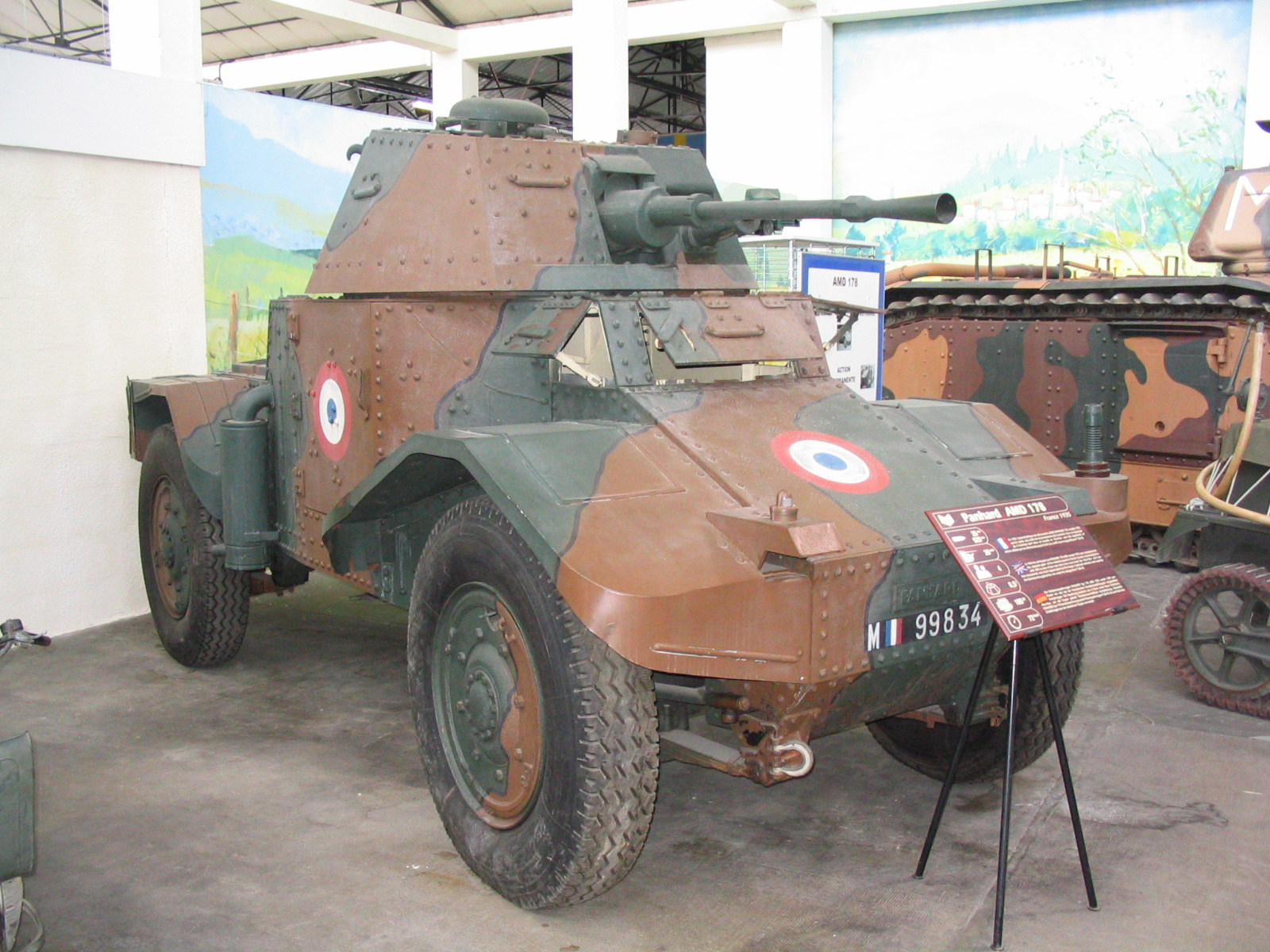
Autoblindo Panhard 178 (Musée des blindés di Samur - Francia)
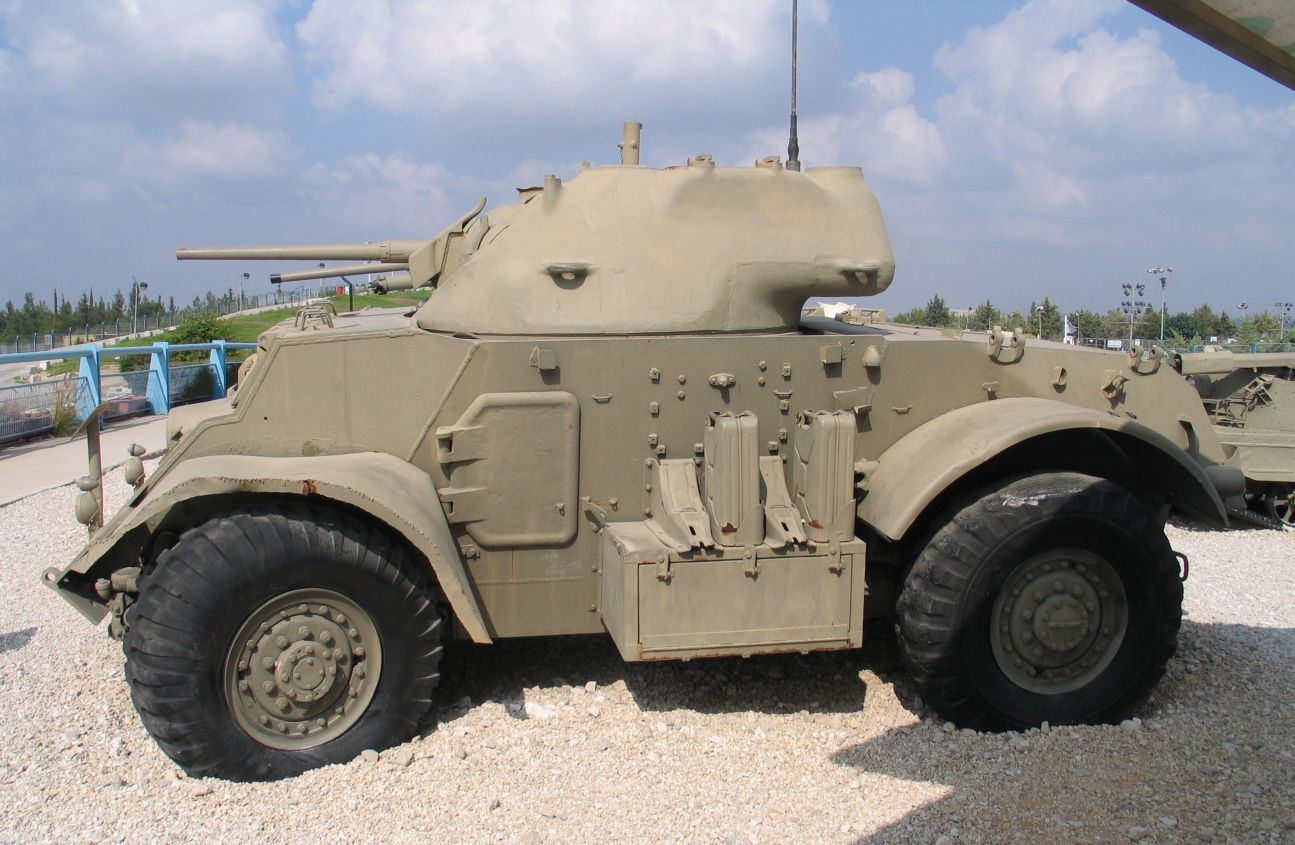
Autoblindo T17 Staghound (museo Yad la-Shiryon Israele)
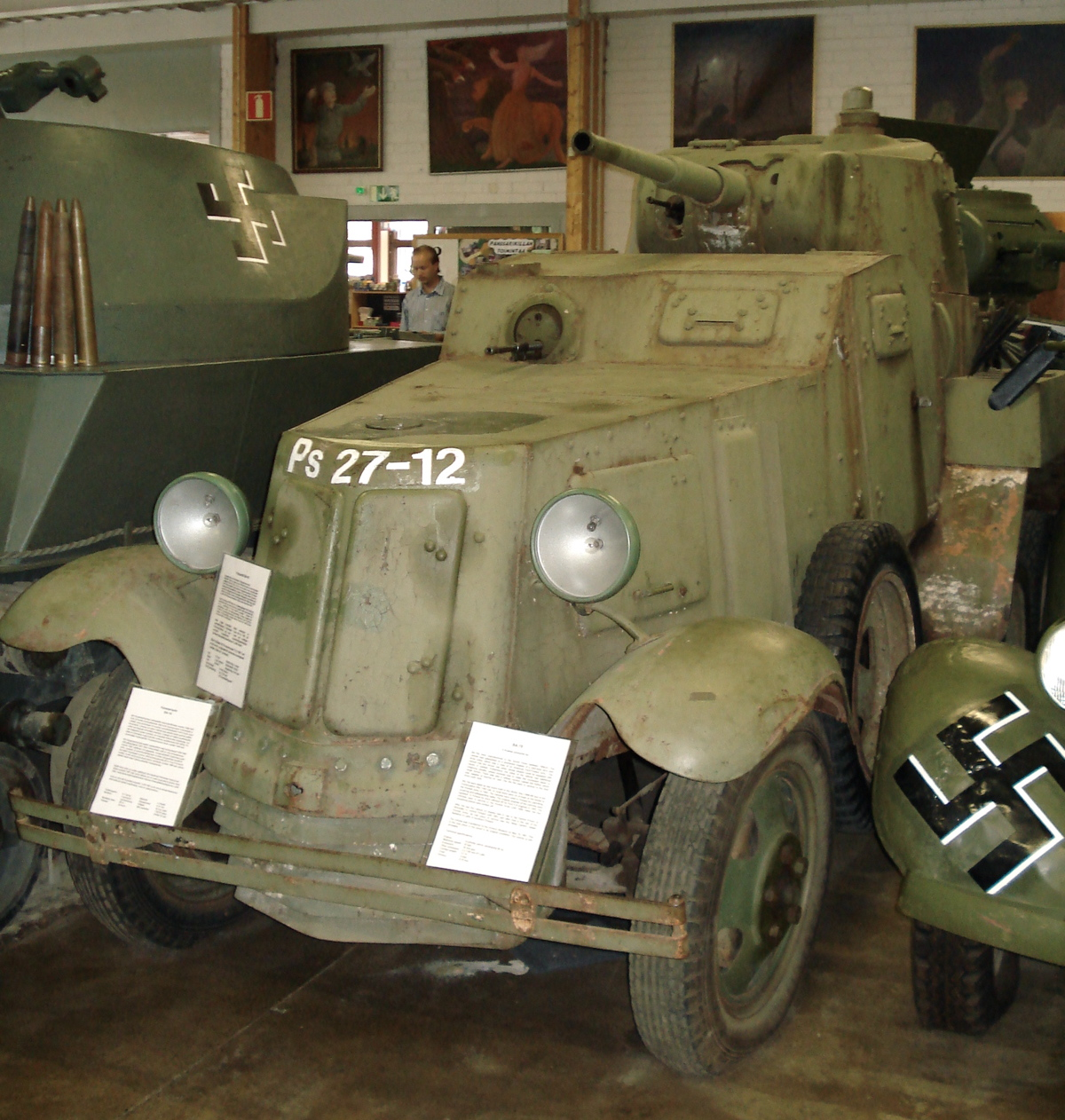
Autoblindo BA-10M (Museo di Parola - Finlandia)
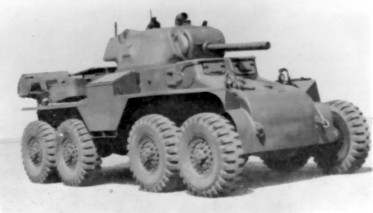
L'autoblindo statunitense T18 Boarhound